# Jargalyn Otgon
Jargalyn Otgon, född 5 februari 1957, är en mongolisk bågskytt. Hon deltog vid olympiska sommarspelen 1992 och 1996.